# Тернер, Артур (футболист)
Артур Тёрнер (англ. Arthur Turner; 24 апреля 1882, Hornsey, Мидлсекс — 1 декабря 1960, Уэртинг, Западный Суссекс) — английский футболист, чемпион летних Олимпийских игр 1900.
На Играх 1900 в Париже Тёрнер входил в состав британской футбольной команды. Его сборная выиграла в единственном матче у Франции со счётом 4:0 и заняла первое место, выиграв золотые медали.